# Transformatorzuil

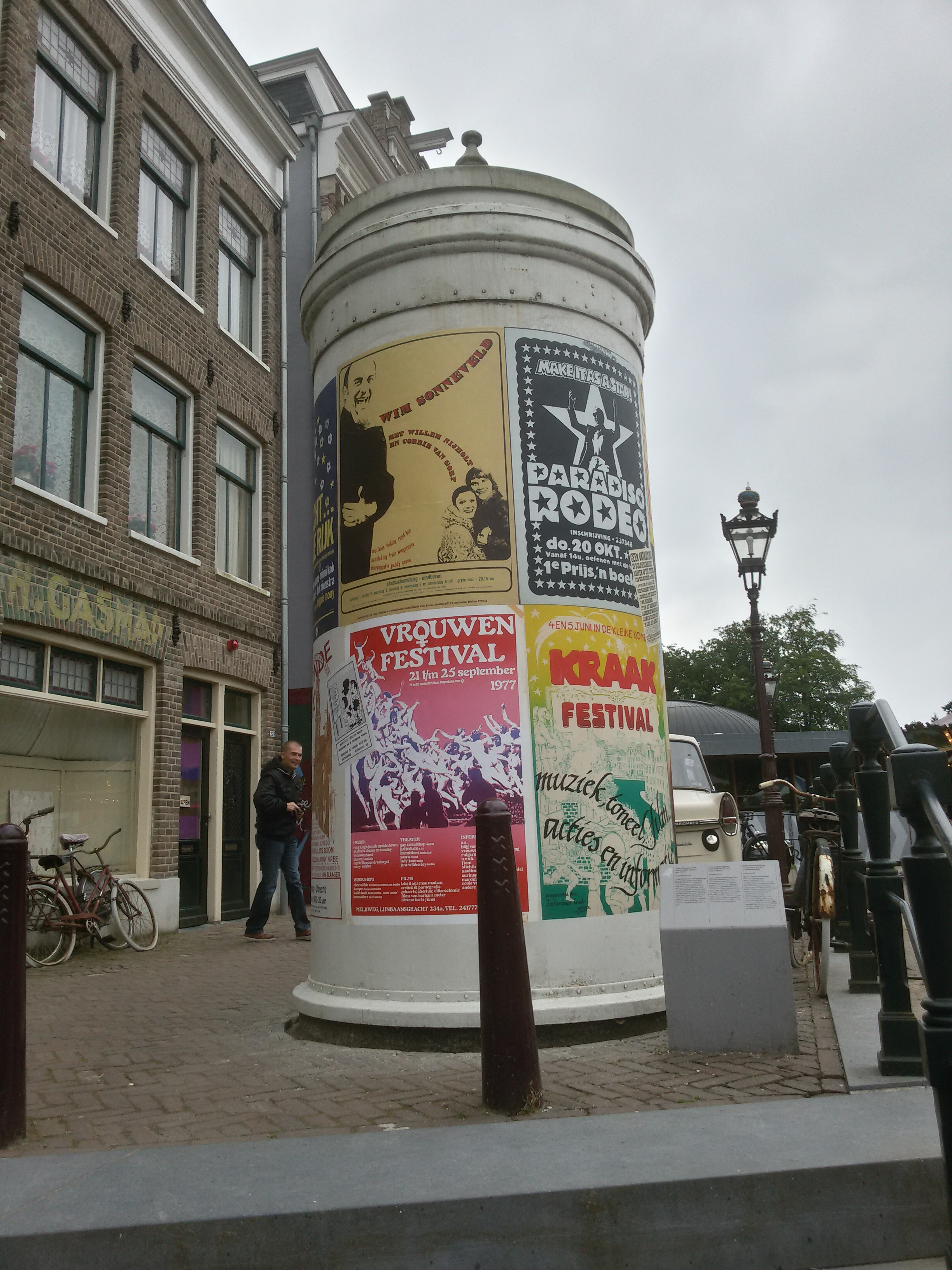
Transformatorzuil in het Nederlands Openluchtmuseum in Arnhem

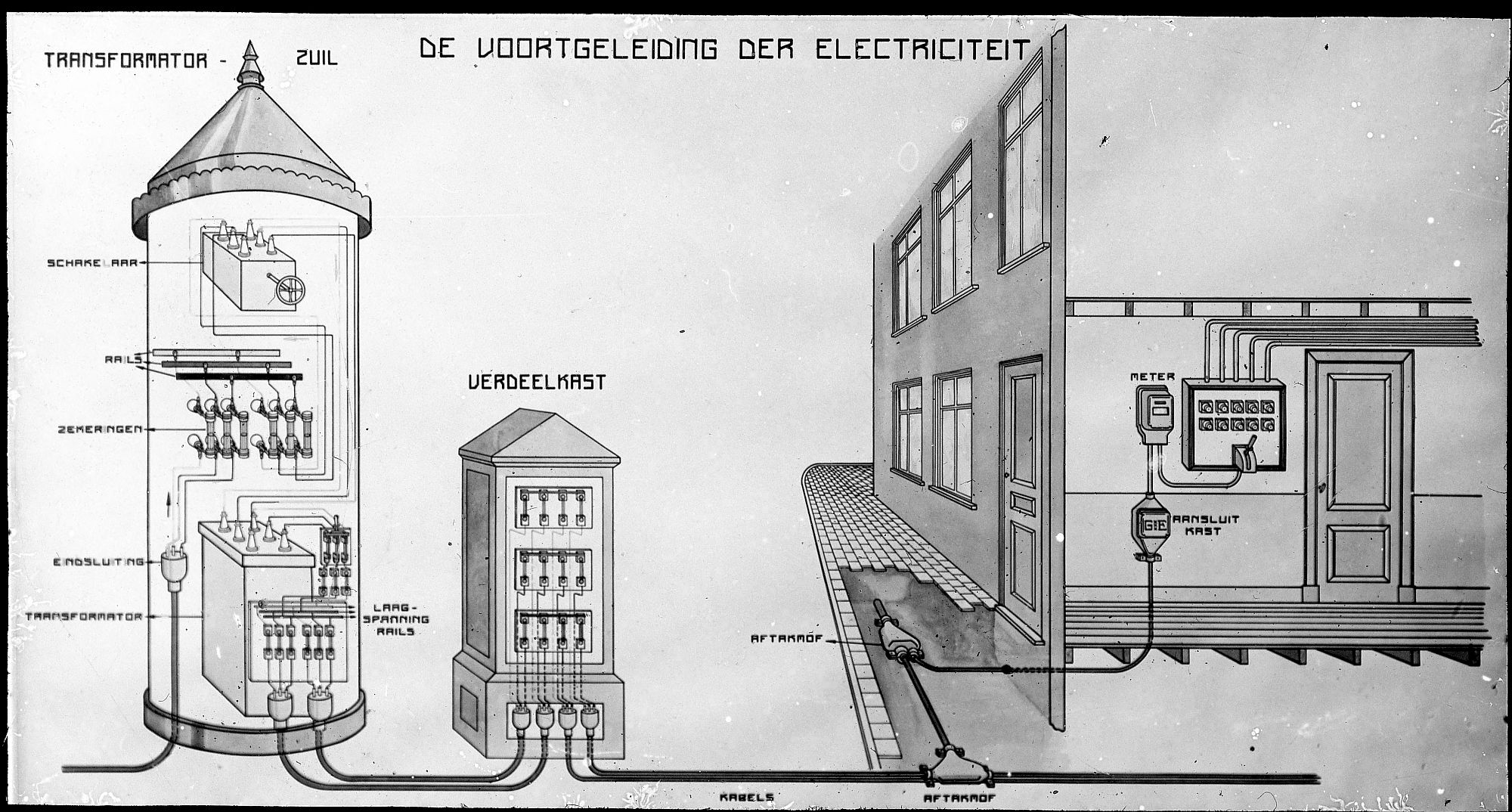
Schema van de aansluiting van een transformatorzuil op het net

Een transformatorzuil (ook wel trafozuil of peperbus genoemd) is een transformatorstation in de vorm van een aanplakzuil. Deze transformatorzuilen verschenen in het begin van de twintigste eeuw bij de aanleg van het elektriciteitsnet in diverse steden, waaronder Den Haag en Amsterdam. Eerder werden in Duitsland al transformatorstations geïntegreerd in reclamezuilen, bekend als Litfaßsäulen naar de bedenker Ernst Theodor Amandus Litfaß. In de meeste steden verdwenen de transformatorzuilen in de jaren vijftig, vervangen door transformatorhuisjes. De buitenkant van de zuil wordt vaak verhuurd als aanplakruimte voor affiches, waarmee het elektriciteitsbedrijf of de gemeente extra inkomsten kan genereren.

## Nederland
De transformatorzuilen in Nederland werden gemaakt door Heemaf in Hengelo in verschillende varianten. De ijzeren transformatorzuilen worden beschouwd als industrieel erfgoed. In Diemen is er een als rijksmonument aangewezen. In Leiden zijn twee exemplaren aanwezig, waarvan er in 2014 een als gemeentelijk monument is aangewezen. In Den Haag zijn van de 226 zuilen nog zes exemplaren over. Hiervan is de zuil in Loosduinen van het Amsterdamse type. Deze en de vijf Haagse modellen zijn aangewezen als gemeentelijke monumenten.
De transformatorzuilen in Amsterdam zijn op veel plaatsen in de stad te zien en zijn functioneel, hoewel de meeste zijn vervangen door betonnen exemplaren met hetzelfde uiterlijk. Bij het Zaans Museum en het Nederlands Openluchtmuseum in Arnhem zijn exemplaren met historische reclames te vinden.

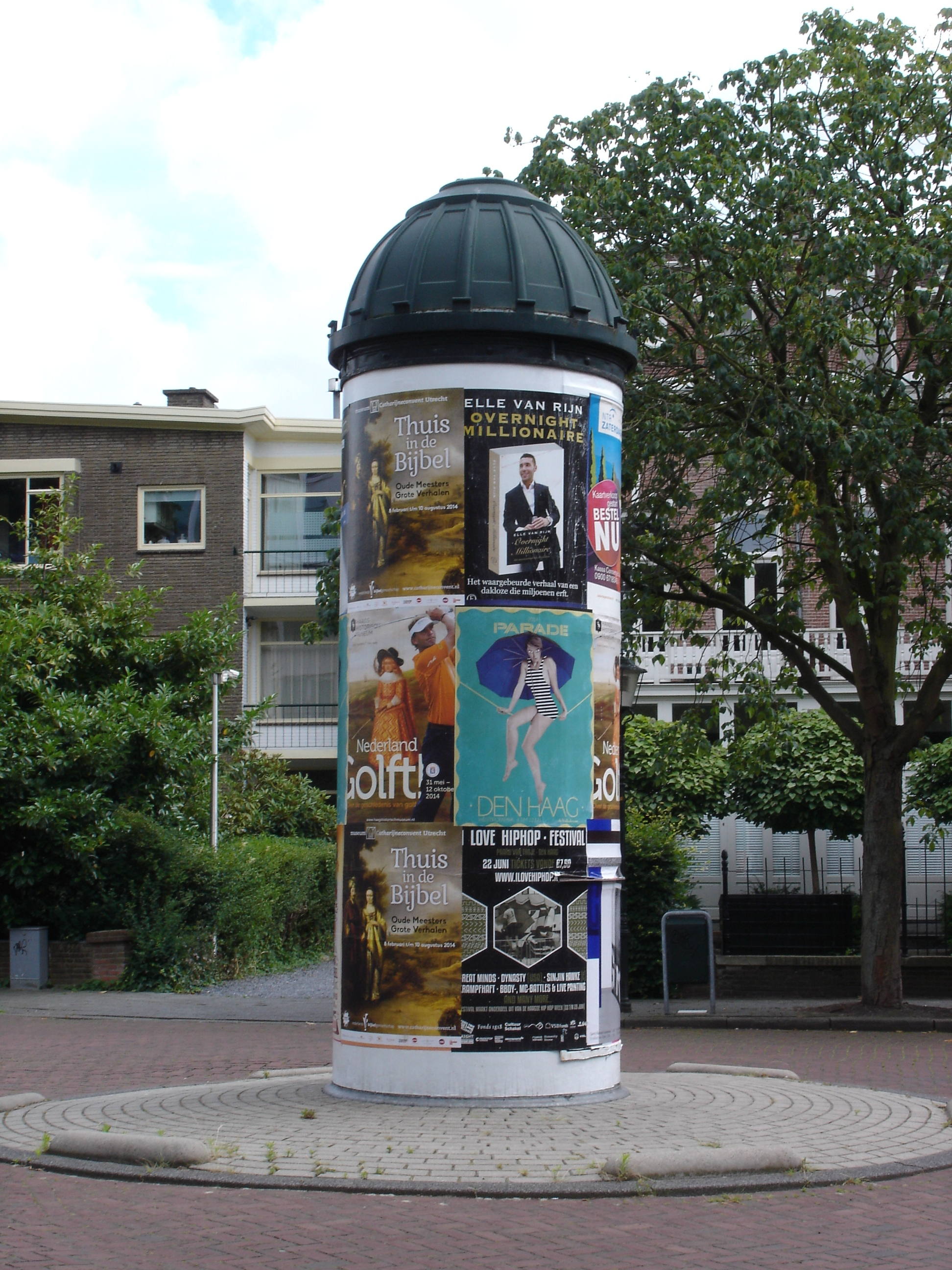
Transformatorzuil bij het Emmapark in Den Haag
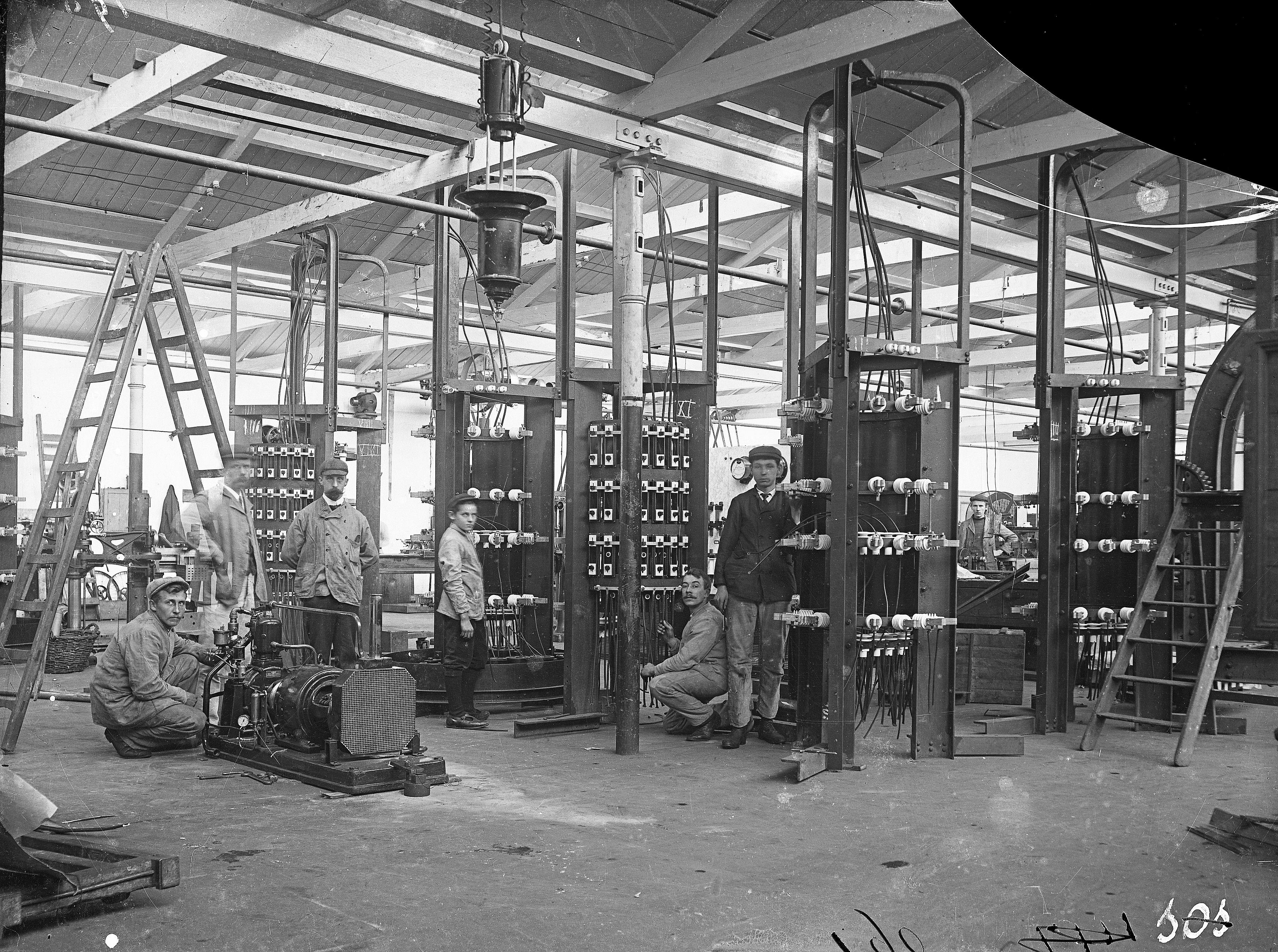
Vijf transformatorzuilen in aanbouw bij Heemaf
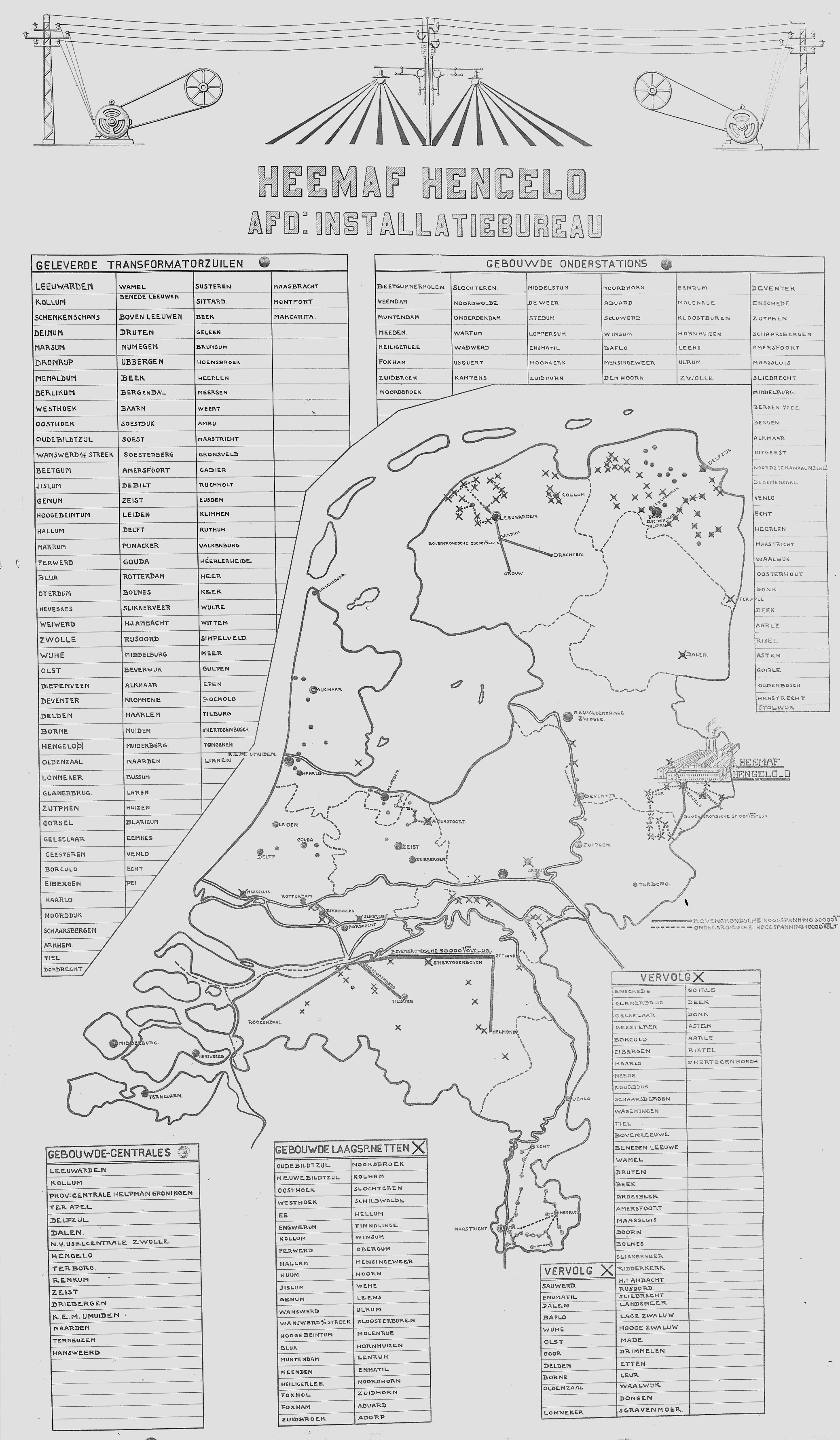
Kaart van Nederland met daarop plaatsen waar HEEMAF elektriciteitsnetten en transformatorzuilen geleverd heeft
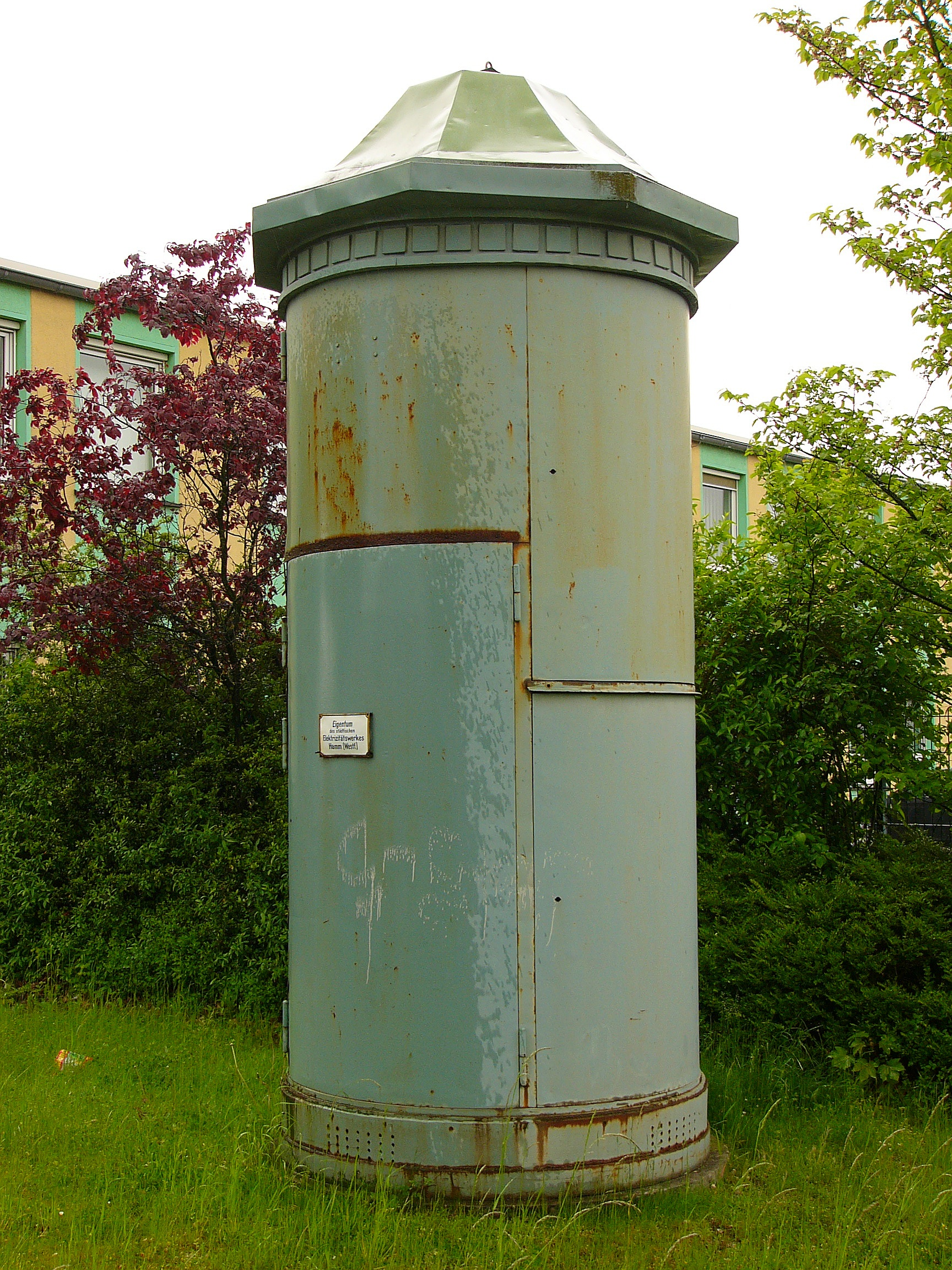
Transformatorzuil te Hamm in Duitsland
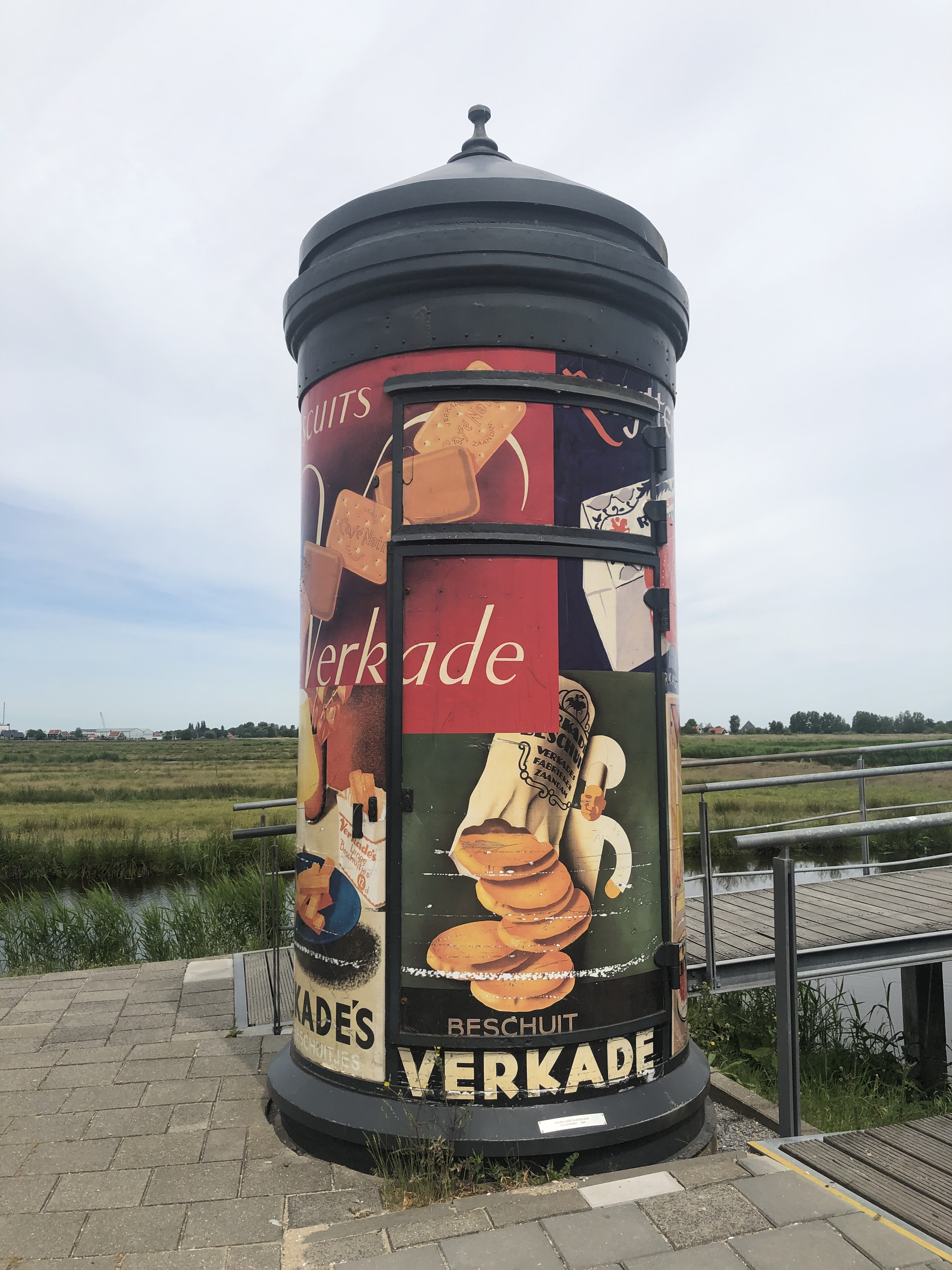
Transformatorzuil bij het Zaans Museum